# Степанищева, Татьяна Николаевна
Татья́на Никола́евна Степани́щева (эст. Tatjana Stepaništševa, род. 5 июля 1973) — эстонский филолог, литературовед, специалист по истории русской литературы первой половины XIX в., заведующая отделением славистики Тартуского университета.

## Биография
С 1990 по 1995 годы училась на отделении русской и славянской филологии Тартуского университета. В 1997 году защитила магистерскую диссертацию («Поздние баллады Жуковского»), написанную под руководством профессора Л. Н. Киселевой.
В 2002 году защитила докторскую (Ph. D.) диссертацию «Творческая стратегия и поэтика В. А. Жуковского (1800-е — начало 1820-х годов)», работа также была написана под руководством Л. Н. Киселевой.
Работает в Тартуском университете с 1997 года: — старший лаборант, 1998—2000 — научный сотрудник, с 2000 года — лектор. С 2021 года заведует отделением славистики Тартуского университета. Читала лекции в Киле, Лионе и Милане.

## Научная деятельность
Сфера научных интересов: история и поэтика русской литературы первой половины XIX в., поэзия «золотого века русской литературы», творчество В. А. Жуковского и П. А. Вяземского.
Организовывала конференции молодых филологов в Тарту (1995—2000), выступала в качестве соредактора сборника «Русская филология» и «Лотмановского сборника. 3».
Член международной редколлегии серии «Humaniora: Litterae Russicae». Ответственный редактор издания «Acta Slavica Estonica».
Участие в исследовательских проектах:
- Репрезентация Эстонии в иноязычных путеводителях ХIХ-ХХI вв.: риторика и идеология (2007—2008);
- «Идеологическая география» Западных окраин Российской империи в литературе (2009—2012);
- Восприятие русской литературы в Эстонии в XX веке: интерпретация и поэтика перевода (2009—2014);
- Формирование русского литературного канона (2010—2013);
- Tõlkeideoloogia ja ideoloogia tõlkimine: kultuuridünaamika mehhanismid Eestis vene ja nõukogude võimu tingimustes 19.-20. sajandil (2015—2020)[5].

## Публикации

### Список публикаций на русском языке

#### Монографии
1. Творческая стратегия и поэтика В. А. Жуковского (1800-е — начало 1820-х годов). Тарту, 2002. (= Dissertationes Philologiae Slavicae Universitatis Tartuensis. 10)[6].
2. Поэма Пушкина «Братья разбойники»: Комментарий. Тарту, 2023.

#### Статьи
1. Композиция «Стихотворений барона Дельвига» в контексте авторских поэтических сборников начала XIX века // Graduate Essays on Slavic Languages and Literatures. Vol. 5. Pittsburg, 1995. P. 41—45.
2. Жуковский и Хомяков: проблема философской поэзии // Русская филология. 6. Сборник научных работ молодых филологов. Тарту, 1994. С. 47-54.
3. Образ поэта в лирике Хомякова и Тютчева (поэзия кружковая и индивидуальная) // Русская филология. 7. Сборник научных работ молодых филологов. Тарту, 1995. С. 99-105.
4. О монархизме Жуковского (на материале произведений 1830—1840-х гг.) // Русская филология. 8. Сборник научных работ молодых филологов. Тарту, 1996. С. 67-73.
5. Поздние баллады Жуковского: конструирование утопии // Русская филология. 9. Сборник научных работ молодых филологов. Тарту, 1998. С. 62-68[7].
6. Баллады Жуковского: границы и возможности жанра // Studia Russica Helsingiensia et Tartuensia. VI. Проблемы границы в культуре. Tartu, 1998. C. 97—110.
7. К проблеме литературного наставничества: Карамзин — Жуковский — Пушкин // Пушкинские чтения в Тарту. 2. Материалы международной научной конференции 18-20 сентября 1998 г. Тарту, 2000. С. 79-90[8].
8. «Агасвер» Жуковского: история авторского замысла и возможный контекст // Stockholm Studies in Russian Literature. 34. Severnyj sbornik. Proceedings of the NorFA Network in Russian Literature 1995—2000. Stockholm, NorFA, 2000. С. 54-62.
9. Поэтика позднего Жуковского (к проблеме балладных дублетов) // Тыняновский сборник. Вып. 11: Девятые Тыняновские чтения. Исследования. Материалы. М., 2002. С. 124—133.
10. О некоторых творческих моделях в поэзии Жуковского: «долбинские стихотворения» — «арзамасская галиматья» — «павловские послания» // Труды по русской и славянской филологии. Литературоведение. IV (Новая серия). Тарту, 2001. С. 169—184.[9].
11. Творческая стратегия и поэтика В. А. Жуковского (1800-е — начало 1820-х годов). Тарту, 2002. (= Dissertationes Philologiae Slavicae Universitatis Tartuensis. 10)[10].
12. Об одном случае скрытой литературной полемики (Жуковский в «Жизни Званской» Державина) // Лотмановский сборник. 3. М., 2004. С. 59-68.
13. Миссия поэта: В. А. Жуковский — почетный доктор Дерптского университета // Вышгород. Литературно-художественный общественно-публицистический журнал. Таллин, 2003. № 3. С. 48-56 (совм. с Л. Н. Киселевой).
14. Русские мемуары в историко-типологическом освещении. К постановке проблемы // «Цепь непрерывного предания…»: Сборник памяти А. Г. Тартаковского. М., 2004. С. 346—361 (совм. с М. Боровиковой, Р. Лейбовым, И. Фрайманом и др.).
15. Проблема автоцензуры в переписке В. А. Жуковского и М. А. Протасовой // Труды по русской и славянской филологии. V. Литературоведение. Тарту, 2005. С. 65-79 (совм. с Л. Н. Киселевой)[11].
16. Поздние баллады Жуковского: конструирование утопии // Тартуские тетради / Сост. Р. Г. Лейбов. М., 2005. С. 82-87.
17. История «байронизма» Жуковского // Кириллица, или Небо в алмазах: Сборник к 40-летию К. Рогова. 2006[12].
18. «Отмеченные» даты в мире Жуковского // Arbor Mundi. Comparative Studies in Culture International Journal, 13. 2006. С. 41 — 51. (Совм. с Л. Н. Киселевой)
19. К источникам книги Веселовского о Жуковском (Зейдлиц) // Вопросы литературы, 6. 2007. С.108 — 117. (Совм. с Л. Н. Киселевой)
20. Проблема комментирования эпистолярия (на примере переписки Жуковского и его племянниц) // Humaniora: Litterae Russicae. Пушкинские чтения в Тарту, 4. Тарту, 2007. С. 256—269. (Совм. с Л. Н. Киселевой)
21. Пушкин в поэтической системе Жуковского (о переводе из Ленау) // Humaniora: Litterae Russicae. Труды по русской и славянской филологии. Литературоведение. VI. Tartu, 2008. С.76—85.
22. Рифменное клише как аргумент в идеологических спорах: к истории одной русской рифмопары. // «И время, и место»: Историко-филологический сборник к 60-летию А. Л. Осповата. М.: Новое издательство, 2008. С.597—610. (Совм. с Р. Лейбовым, И. Фрайманом)
23. Эстония в путеводителях Бедекера // Humaniora: Litterae Russicae: Путеводитель как семиотический объект. Tartu, 2008. С.81-97.
24. К творческой истории поэмы Пушкина «Братья-разбойники»: замысел и статус текста // Natales grate numeras?: Сб. ст. к 60-летию Г. А. Левинтона. СПб, 2008. С. 516—527.
25. Образ Эстонии и эстонцев в путеводителях XIX — первой половины XX вв. (взгляд извне и изнутриi) // Провинция в культуре: литература, искусство, быт. Новосибирск, 2009. [в печати] (Совм. с Л. Н. Киселевой, Л. Л. Пильд)
26. «Русское пространство» в сборнике Вяземского «В дороге и дома» // Humaniora: Litterae Russicae. Труды по русской и славянской филологии. Литературоведение, VII. Тарту, 2009. С. 394—412[13].
27. «Ты песен и сатир писать не запрещаешь..»: Жуковский — организатор литературной жизни // Con amore: Историко-филологический сб. в честь Любови Николаевны Киселевой. Сб. ст. М.: ОГИ, 2010. С.594—604.
28. Стихотворение Давида Самойлова «Дом-музей» в переводе Яана Кросса (из сборника «Бездонные мгновения») // Блоковский сборник, XVIII. Россия и Эстония в XX веке: диалог культур / Humaniora: Litterae Russicae. Тарту, 2010. С.185—201[14].
29. Построение «пушкинской эпохи» по Вяземскому // Пушкинские чтения в Тарту 5: Пушкинская эпоха и русский литературный канон: К 85-летию Л. И. Вольперт: В 2 ч. / Humaniora: Litterae Russicae. Тарту, 2011. Ч.1. С. 206—223[15].
30. «И ему показалась Россия…»: баллада Д. Самойлова и ее перевод Я. Кросса // Studia Russica Helsingiensia et Tartuensia, XIII. Мифология культурного пространства: К 80-летию проф. С. Г. Исакова. Тарту, 2011. С. 145—162[16].
31. К источникам книги А. Н. Веселовского о Жуковском (К. К. Зейдлиц) // Александр Веселовский: Актуальные аспект наследия: Исследования и материалы. СПб.: Наука, С. 62-72 (Совм. с Л. Н. Киселевой).
32. Образ Эстонии и эстонцев в путеводителях XIX — первой половины XX века (взгляд извне и изнутри) // Книга и литература в культурном пространстве эпох (XI—XX века). Новосибирск, 2011. С. 97—107 (Совм. с Л. Н. Киселевой и Л. Л. Пильд).
33. К источникам книги А. Н. Веселовского о Жуковском (К. К. Зейдлиц) // Александр Веселовский: Актуальный аспект наследия: Исследования и материалы. СПб.: Наука, 2011. С. 206—223. (Совм. с Л. Н. Киселевой).
34. К истории создания «Братьев разбойников»: в чем Пушкин «сошелся нечаянно» с Жуковским? // История литературы. Поэтика. Кино. Сборник в честь Мариэтты Омаровны Чудаковой. Москва, 2012. С. 412—421.
35. П. А. Вяземский — переводчик оды Горация // (Не)музыкальное приношение, или Allegro affettuoso (Сборник статей к 65-летию Бориса Ароновича Каца). СПб., 2013. С. 123—132.
36. «Арзамасский уполномоченный слушатель»: П. А. Вяземский в Варшаве // Статьи на случай: сборник к 50-летию Р. Г. Лейбова. Тарту, 2013[17].
37. Стихотворения П. А. Вяземского в русских школьных хрестоматиях XIX в. // Acta Slavica Estonica, IV. Тарту, 2013. С. 55—78[18].
38. К истории пушкинских «Братьев разбойников»: ранняя рецепция поэмы // Лотмановский сборник. 4. М., 2014. С. 188—200.
39. «Мне дорого и нужно было сочувствие…»: поэтические обращения П. А. Вяземского к императорской фамилии // Русско-французский разговорник, или/ou Les Causeries du 7 Septembre: Сборник статей в честь Веры Аркадьевны Мильчиной. М., 2014. С. 178—188.
40. Об отношении П. А. Вяземского к М. Ю. Лермонтову // Лермонтов в литературной критике XXI века: Коллективная монография. Budapest, 2015. С. 286—306.
41. К истории одной литературной распри (П. А. Вяземский и П. А. Катенин) // Русская литература. 2016. № 3. С. 5—19.
42. Споры о власти в «республике словесности»: П. А. Вяземский — оппонент Белинского // Идеологические контексты русской литературы XIX—XX века и поэтика перевода. [Б.м.]. 2017. С. 99—116.
43. «Хмель» и «буйство сил»: литературная репутация Николая Языкова // Замечательное шестидесятилетие. Ко дню рождения Андрея Немзера. [Б. м.], 2017. С. 304—327.
44. К истории «Поездки в Ревель» Александра Бестужева (цензура как двигатель авторского развития) // Идеологические контексты русской литературы XIX—XX века и поэтика перевода. [Б. м.], 2017. С. 23—38.
45. «Лирический фрагмент» Ф. И. Тютчева на эстонском языке: О стратегии переводчика. Acta Slavica Estonica X. Стратегии перевода и государственный контроль. С. 199—220.
46. Два халата кн. П. А. Вяземского: формовка литературного амплуа. // Семиотика поведения и литературные стратегии: Лотмановские чтения- XXII. М., 2017. С. 195—214.
47. Цель и средства: русская литература в серии Йоханнеса Аавика «Hirmu ja õuduse jutud» (статья первая) // Acta Slavica Estonica X. Studia Russica Helsingiensia et Tartuensia XVI. Серебряный век в русской литературе и культуре конца XIX — первой половины XX века. Тарту, 2018. С. 328—344.
48. П. А. Вяземский инспектирует учебные заведения Дерптского округа // Intermezzo festoso: Liber amicorum in honorem Lea Pild. Тарту, 2019. С. 71—89[19].
49. Дебют А. А. Бестужева-прозаика (к характеристике «марлинизма») // Русская литература. 2020. № 3. С. 20—33. DOI: 10.31860/0131-6095-2020-3-20-33[20].
50. «Россия должна стать предостережением для всех»: Йоханнес Аавик о русском характере и русской литературе // Slavica Helsingiensia. Толкования правды в русской культуре. (=Studia Russica Helsingiensia et Tartuensia XVII). Хельсинки, 2021. С. 188—206[21].
51. К истории русской рецепции Г. Гейне (В. А. Жуковский, В. К. Кюхельбекер, П. А. Вяземский) // Acta Slavica Estonica XIV. К 100-летию Ю. М. Лотмана. Тарту, 2022. С. 23—43[22].

#### Учебные пособия
1. Литература: Учебник для 5 класса. Часть II. Tallinn: Avita, 2009. (Совм. с Е. Моисеевой).
2. Литература: Учебник для 7 класса. Tallinn: Avita, 2011. (Совм. с Е. Моисеевой).
3. Литература: Учебник для 8 класса. Tallinn: Avita, 2012. (Совм. с Е. Моисеевой).
4. Литература: Учебник для 9 класса. Tallinn: Avita, 2014. (Совм. с Е. Моисеевой).

### Список публикаций на английском языке
1. The two Storylines of the Collection «Bottomless Moments» («Бездонные мгновенья / Pohjatud silmapilgud») by David Samoilov and Jaan Kross // Acta Slavica Estonica, II(VIII). Tartu, 2012. P. 96-110[23].
2. David Samoilov’s Poem «The Museum» in Translation by Jaan Kross (from the Collection «Bottomless Moments») // Acta Slavica Estonica, II(VIII). Tartu, 2012. P. 111—123[24].
3. «And Russia seemed to him…»: David Samoilov’s Ballad and its Translation by Jaan Kross // Acta Slavica Estonica, II(VIII). Tartu, 2012. P. 124—137.
4. The Russian National Myth in Export: P. A. Viazemsky’s Lettres d’un vétéran russe de l’année 1812 sur la question d’Orient // Acta Slavica Estonica VI. Studia Russica Helsingiensia et Tartuensia XIV. Russian National Myth in Transition. Tartu, 2014. P. 121—142[25].

### Список публикаций на эстонском языке
1. Neljandad Puškini Lugemised: refleksiooni ja kommentaari probleemid // Keel ja Kirjandus, 12. 2006. Lk. 1016—1018.
2. Lotmani seminar // Keel ja Kirjandus, 5. 2007. Lk. 421—425.
3. Suureks kõrvaltegelaseks kirjutatud vene poeet // Horisont, 2. 2008. Lk. 23—26. (Совм. с Л. Н. Киселевой).
4. Eestimaa ja eestlaste kuju muutumine 19.-20. saj resijuhtides // Keel ja Kirjandus, 12. 2008. Lk. 968—973. (Совм. с Л. Н. Киселевой, Л. Л. Пильд).
5. Mõned järeldused «reisijuhtide» projektist // Humaniora: Litterae Russicae: Путеводитель как семиотический объект. Тарту, 2008. С. 296—301. (Совм. с Л. Н. Киселевой, Л. Л. Пильд).
6. David Samoilovi luuletus «Majamuuseum» Jaan Krossi tõlkes (kogumikust «Põhjatud silmapilgud») // Блоковский сборник, XVIII. Россия и Эстония в XX веке: диалог культур / Humaniora: Litterae Russicae. Тарту, 2010. С. 309—324[26].
7. Johannes Aavik ja vene kirjandus: biograafiline ja kultuurilis-ideoloogiline kontekst // Methis Studia humaniora Estonica, 20 (25) Lk. 27—49. DOI: https://doi.org/10.7592/methis.v20i25.16566[27].